# Місто самоти
«Місто самоти: пригоди в мистецтві бути на самоті» (англ. The Lonely City: Adventures in the Art of Being Alone) — науково-популярна книжка Олівії Ленґ. Вперше вона вийшла у видавництві Picador 2016 року, і, як і попередні роботи Ленґ, поєднує дослідження, біографію та мемуари.
Більшість досліджень для книжки Ленґ проводила, коли  жила одна в Нью-Йорку після того, як її раптово покинув партнер. Її роздуми про самотність, яку вона відчувала в цей час, потрапляють у книжку.

## Огляд
Книжку поділено на вісім розділів, і кожен із них починається з досвіду Ленґ, пов’язаного із самотністю в Нью-Йорку, перш ніж перейти до роздумів про митців і те, як самотність пронизувала їхню творчість. За порядком обговорювані художники:
- Едвард Гоппер (і його дружина Джозефіна Гоппер)
- Енді Воргол
- Девід Войнаровіц (і Нан Голдін)
- Генрі Дарджер
- Вівіан Маєр
- Клаус Номі
- Джош Гарріс
- Зої Леонард

## Прийняття
Книжку добре сприйняли, загалом вона тримала позитивні відгуки.

## Переклад українською
2025 року у видавництві «Крапки» вийшов український переклад книжки. Перекладачка — Марта Госовська.

### Рецензії українською
- Анатолій Денисенко Мапа самоти: про книгу Олівії Ленґ «Місто самоти»